# Батраев, Мамат Тавболатович
Мамат Тавболатович Батраев (1927, Качалай, Дагестанская АССР, СССР) — бригадир колхоза имени Карла Либкнехта Бабаюртовского района Дагестанской АССР, Герой Социалистического Труда (1966).

## Биография
Родился в 1927 году в селении Качалай Дагестанской АССР (ныне Бабаюртовского района Республики Дагестан) в крестьянской семье. По национальности кумык.
В 1941 году, после начала Великой Отечественной войны, в возрасте 14 лет трудоустроился трактористом в местную машинно-тракторную станцию (МТС), затем, после окончания войны, в течение 15 лет был бригадиром тракторной бригады колхоза имени К. Либкнехта, состоявшей из 22 механизаторов, и обрабатывающей 1200 гектаров пахотных земель.
Указом Президиума Верховного Совета СССР от 23 июня 1966 года «за успехи, достигнутые в увеличении производства и заготовок пшеницы, ржи, гречихи, риса, других зерновых и кормовых культур и высокопроизводительном использовании техники», награждён званием Героя Социалистического Труда с вручением ордена Ленина и золотой медали «Серп и Молот».

## Награды
- орден Ленина (23 июня 1966)
- золотая медаль «Серп и Молот» (23 июня 1966)
- орден Трудового Красного Знамени (14 февраля 1975)
- медали[1].